# Bruchidius chloriticus
Bruchidius chloriticus là một loài bọ cánh cứng trong họ Bruchidae. Loài này được Dalman miêu tả khoa học năm 1833.